# Polișpakove, Rozdilna
Polișpakove (în ucraineană Полішпакове) este un sat în comunei Novoborîsivka din raionul Rozdilna, regiunea Odesa, Ucraina. Anterior a purtat denumirea Petrivske.

## Demografie
Componența lingvistică a localității Polișpakove
     Ucraineană (85,6%)
     Rusă (3,73%)
     Română (3,47%)
     Alte limbi (0,8%)
Conform recensământului din 2001, majoritatea populației localității Polișpakove era vorbitoare de ucraineană (85,6%), existând în minoritate și vorbitori de armeană (6,4%), rusă (3,73%) și română (3,47%).